# 馬基果
馬基果（maqui，學名Aristotelia chilensis），又稱智利白里葉莓（Chilean wineberry），是一種原產於智利和阿根廷南部溫帶雨林的一種植物。馬基果雌雄异株，是常綠樹，高度可達4至5米。其果實可以食用。